# Triathlon féminin aux Jeux olympiques d'été de 2012
Pour un article plus général, voir Triathlon aux Jeux olympiques d'été de 2012.
L'épreuve féminine de triathlon aux Jeux olympiques d'été de 2012 a eu lieu le 4 août 2012 à Londres, au Royaume-Uni, et a vu s'opposer cinquante-cinq participantes issues de trente-et-une nations. Il s'agit de la quatrième apparition d'une épreuve féminine de triathlon aux Jeux d'été depuis son introduction au programme olympique lors des Jeux de Sydney en 2000. La course s'est déroulée autour de Hyde Park, un parc de 1,42 km2 situé dans le centre de la capitale britannique et respectait les distances imposées par la Fédération internationale de triathlon, à savoir 1,5 km de natation, 43 km de cyclisme sur route et 10 km de course à pied.

## Médaillés
| Or            | Argent      | Bronze       |
| Nicola Spirig | Lisa Nordén | Erin Densham |

## Parcours
La course s'est déroulée sous la « distance internationale » (appelé également « distance olympique ») à Hyde Park et comprend 1 500 m de nage, 40 km de vélo et 10 km de course à pied.

## Qualification
Pour participer à cette épreuve, les triathlètes se sont qualifiées entre juin 2010 et mai 2012 soit via leur classement ITU basé sur les résultats des différentes épreuves (pour 39 triathlètes) soit en devenant champion de leur continent respectif (pour 5 athlètes) ou en étant parmi les trois premières de l'épreuve mondiale de qualification qui a eu lieu à Londres en août 2011. Aussi, jusqu'à 5 places supplémentaires ont été distribuées aux pays qui n'étaient pas qualifiés.

## Résultats
55 athlètes ont participé à cette épreuve (il n'y a pas de numéro 13 par tradition),.
| Rang                                | #  | Triathlète           | Pays               | Natation        | Cyclisme        | Course à pied   | Total temps*       | Différence      |
| ----------------------------------- | -- | -------------------- | ------------------ | --------------- | --------------- | --------------- | ------------------ | --------------- |
| Médaille d'or, Jeux olympiques      | 43 | Nicola Spirig        | Suisse             | 20 min 04 s     | 1 h 06 min 03 s | 33 min 41 s     | 1 h 59 min 48 s 00 |                 |
| Médaille d'argent, Jeux olympiques  | 20 | Lisa Nordén          | Suède              | 20 min 04 s     | 1 h 06 min 02 s | 33 min 42 s     | 1 h 59 min 48 s 00 | 0 min 00 s      |
| Médaille de bronze, Jeux olympiques | 25 | Erin Densham         | Australie          | 20 min 05 s     | 1 h 06 min 03 s | 33 min 42 s     | 1 h 59 min 50 s 00 | +0 min 02 s     |
| 4                                   | 53 | Sarah Groff          | États-Unis         | 19 min 57 s     | 1 h 06 min 11 s | 33 min 52 s     | 2 h 00 min 00 s 00 | +0 min 12 s     |
| 5                                   | 10 | Helen Jenkins        | Grande-Bretagne    | 20 min 02 s     | 1 h 06 min 07 s | 34 min 10 s     | 2 h 00 min 19 s 00 | +0 min 31 s     |
| 6                                   | 32 | Andrea Hewitt        | Nouvelle-Zélande   | 20 min 10 s     | 1 h 05 min 56 s | 34 min 30 s     | 2 h 00 min 36 s 00 | +0 min 48 s     |
| 7                                   | 45 | Ainhoa Murúa         | Espagne            | 20 min 00 s     | 1 h 06 min 09 s | 34 min 47 s     | 2 h 00 min 56 s 00 | +1 min 08 s     |
| 8                                   | 26 | Emma Jackson         | Australie          | 20 min 07 s     | 1 h 06 min 02 s | 35 min 07 s     | 2 h 01 min 16 s 00 | +1 min 28 s     |
| 9                                   | 12 | Jessica Harrison     | France             | 19 min 22 s     | 1 h 06 min 47 s | 35 min 13 s     | 2 h 01 min 22 s 00 | +1 min 34 s     |
| 10                                  | 33 | Kate McIlroy         | Nouvelle-Zélande   | 20 min 12 s     | 1 h 06 min 02 s | 35 min 14 s     | 2 h 01 min 28 s 00 | +1 min 40 s     |
| 11                                  | 23 | Anne Haug            | Allemagne          | 20 min 26 s     | 1 h 07 min 27 s | 33 min 42 s     | 2 h 01 min 35 s 00 | +1 min 47 s     |
| 12                                  | 22 | Anja Dittmer         | Allemagne          | 20 min 09 s     | 1 h 05 min 57 s | 35 min 32 s     | 2 h 01 min 38 s 00 | +1 min 50 s     |
| 13                                  | 40 | Irina Abysova        | Russie             | 20 min 06 s     | 1 h 06 min 05 s | 35 min 41 s     | 2 h 01 min 52 s 00 | +2 min 04 s     |
| 14                                  | 15 | Mariko Adachi        | Japon              | 19 min 09 s     | 1 h 07 min 04 s | 35 min 51 s     | 2 h 02 min 04 s 00 | +2 min 16 s     |
| 15                                  | 30 | Vendula Frintová     | République tchèque | 20 min 12 s     | 1 h 05 min 59 s | 35 min 57 s     | 2 h 02 min 08 s 00 | +2 min 20 s     |
| 16                                  | 1  | Barbara Riveros Diaz | Chili              | 20 min 22 s     | 1 h 07 min 38 s | 36 min 10 s     | 2 h 02 min 17 s 00 | +2 min 29 s     |
| 17                                  | 52 | Laura Bennett        | États-Unis         | 19 min 16 s     | 1 h 06 min 51 s | 36 min 10 s     | 2 h 02 min 17 s 00 | +2 min 29 s     |
| 18                                  | 11 | Emmie Charayron      | France             | 20 min 27 s     | 1 h 07 min 32 s | 34 min 27 s     | 2 h 02 min 26 s 00 | +2 min 38 s     |
| 19                                  | 48 | Gillian Sanders      | Afrique du Sud     | 20 min 07 s     | 1 h 06 min 03 s | 36 min 18 s     | 2 h 02 min 28 s 00 | +2 min 40 s     |
| 20                                  | 31 | Radka Vodičková      | République tchèque | 19 min 59 s     | 1 h 06 min 14 s | 36 min 21 s     | 2 h 02 min 34 s 00 | +2 min 46 s     |
| 21                                  | 5  | Claudia Rivas        | Mexique            | 19 min 12 s     | 1 h 06 min 59 s | 36 min 27 s     | 2 h 02 min 38 s 00 | +2 min 50 s     |
| 22                                  | 47 | Kate Roberts         | Afrique du Sud     | 20 min 03 s     | 1 h 07 min 55 s | 34 min 48 s     | 2 h 02 min 46 s 00 | +2 min 58 s     |
| 23                                  | 19 | Line Jensen          | Danemark           | 19 min 04 s     | 1 h 07 min 06 s | 36 min 37 s     | 2 h 02 min 47 s 00 | +2 min 59 s     |
| 24                                  | 44 | Marina Damlaimcourt  | Espagne            | 20 min 04 s     | 1 h 06 min 06 s | 36 min 40 s     | 2 h 02 min 50 s 00 | +3 min 02 s     |
| 25                                  | 51 | Agnieszka Jerzyk     | Pologne            | 20 min 28 s     | 1 h 07 min 29 s | 34 min 55 s     | 2 h 02 min 52 s 00 | +3 min 04 s     |
| 26                                  | 9  | Vicky Holland        | Grande-Bretagne    | 20 min 03 s     | 1 h 07 min 54 s | 34 min 58 s     | 2 h 02 min 55 s 00 | +3 min 07 s     |
| 27                                  | 18 | Helle Frederiksen    | Danemark           | 20 min 16 s     | 1 h 07 min 44 s | 35 min 10 s     | 2 h 03 min 10 s 00 | +3 min 22 s     |
| 28                                  | 35 | Katrien Verstuyft    | Belgique           | 20 min 28 s     | 1 h 07 min 30 s | 35 min 40 s     | 2 h 03 min 38 s 00 | +3 min 50 s     |
| 29                                  | 14 | Carole Péon          | France             | 19 min 30 s     | 1 h 07 min 11 s | 35 min 59 s     | 2 h 03 min 58 s 00 | +4 min 10 s     |
| 30                                  | 49 | Pâmella Oliveira     | Brésil             | 18 min 27 s     | 1 h 08 min 16 s | 36 min 01 s     | 2 h 04 min 02 s 00 | +4 min 14 s     |
| 31                                  | 50 | Maria Cześnik        | Pologne            | 19 min 28 s     | 1 h 07 min 17 s | 36 min 09 s     | 2 h 04 min 09 s 00 | +4 min 21 s     |
| 32                                  | 21 | Svenja Bazlen        | Allemagne          | 19 min 28 s     | 1 h 05 min 29 s | 38 min 01 s     | 2 h 04 min 11 s 00 | +4 min 23 s     |
| 33                                  | 8  | Lucy Hall            | Grande-Bretagne    | 18 min 17 s     | 1 h 06 min 39 s | 38 min 24 s     | 2 h 04 min 38 s 00 | +4 min 50 s     |
| 34                                  | 16 | Juri Ide             | Japon              | 19 min 46 s     | 1 h 06 min 56 s | 36 min 43 s     | 2 h 04 min 43 s 00 | +4 min 55 s     |
| 35                                  | 34 | Nicky Samuels        | Nouvelle-Zélande   | 19 min 46 s     | 1 h 07 min 00 s | 36 min 50 s     | 2 h 04 min 48 s 00 | +5 min 00 s     |
| 36                                  | 4  | Rachel Klamer        | Pays-Bas           | 19 min 27 s     | 1 h 07 min 14 s | 36 min 59 s     | 2 h 04 min 59 s 00 | +5 min 11 s     |
| 37                                  | 39 | Mateja Šimic         | Slovénie           | 19 min 31 s     | 1 h 07 min 11 s | 37 min 36 s     | 2 h 05 min 35 s 00 | +5 min 47 s     |
| 38                                  | 54 | Gwen Jorgensen       | États-Unis         | 19 min 27 s     | 1 h 11 min 06 s | 34 min 44 s     | 2 h 06 min 34 s 00 | +6 min 46 s     |
| 39                                  | 17 | Ai Ueda              | Japon              | 20 min 48 s     | 1 h 09 min 42 s | 34 min 48 s     | 2 h 06 min 34 s 00 | +6 min 46 s     |
| 40                                  | 42 | Daniela Ryf          | Suisse             | 19 min 49 s     | 1 h 08 min 28 s | 36 min 58 s     | 2 h 06 min 37 s 00 | +6 min 49 s     |
| 41                                  | 3  | Maaike Caelers       | Pays-Bas           | 20 min 49 s     | 1 h 09 min 41 s | 35 min 03 s     | 2 h 06 min 53 s 00 | +7 min 05 s     |
| 42                                  | 7  | Fabienne St Louis    | Maurice            | 19 min 51 s     | 1 h 06 min 54 s | 39 min 38 s     | 2 h 07 min 37 s 00 | +7 min 49 s     |
| 43                                  | 28 | Aileen Morrison      | Irlande            | 19 min 36 s     | 1 h 10 min 59 s | 36 min 24 s     | 2 h 08 min 16 s 00 | +8 min 28 s     |
| 44                                  | 46 | Zuriñe Rodríguez     | Espagne            | 19 min 49 s     | 1 h 06 min 56 s | 40 min 41 s     | 2 h 08 min 44 s 00 | +8 min 56 s     |
| 45                                  | 36 | Flora Duffy          | Bermudes           | 19 min 28 s     | 1 h 11 min 07 s | 37 min 08 s     | 2 h 08 min 54 s 00 | +9 min 06 s     |
| 46                                  | 29 | Annamaria Mazzetti   | Italie             | 19 min 25 s     | 1 h 11 min 09 s | 37 min 19 s     | 2 h 09 min 08 s 00 | +9 min 20 s     |
| 47                                  | 41 | Alexandra Razarenova | Russie             | 19 min 47 s     | 1 h 10 min 36 s | 37 min 27 s     | 2 h 09 min 11 s 00 | +9 min 23 s     |
| 48                                  | 2  | Lisa Perterer        | Autriche           | 20 min 17 s     | 1 h 10 min 12 s | 37 min 23 s     | 2 h 09 min 12 s 00 | +9 min 24 s     |
| 49                                  | 38 | Elizabeth Bravo      | Équateur           | 19 min 50 s     | 1 h 10 min 44 s | 38 min 12 s     | 2 h 10 min 00 s 00 | +10 min 12 s    |
| 50                                  | 24 | Zhang Yi             | Chine              | 19 min 49 s     | 1 h 10 min 39 s | 38 min 11 s     | 2 h 10 min 01 s 00 | +10 min 13 s    |
| 51                                  | 6  | Zsófia Kovács        | Hongrie            | 19 min 51 s     | 1 h 10 min 40 s | 38 min 50 s     | 2 h 10 min 39 s 00 | +10 min 51 s    |
| 52                                  | 55 | Paula Findlay        | Canada             | 19 min 52 s     | 1 h 10 min 42 s | 40 min 16 s     | 2 h 12 min 09 s 00 | +12 min 21 s    |
| –                                   | 37 | Yuliya Yelistratova  | Ukraine            | LAP             | LAP             | LAP             | LAP                | LAP             |
| –                                   | 56 | Kathy Tremblay       | Canada             | N'a pas terminé | N'a pas terminé | N'a pas terminé | N'a pas terminé    | N'a pas terminé |
| –                                   | 27 | Emma Moffatt         | Australie          | N'a pas terminé | N'a pas terminé | N'a pas terminé | N'a pas terminé    | N'a pas terminé |

- La Suisse Nicola Spirig a gagné grâce à la photo finish[4].
- * Dont Transition 1 (natation au cyclisme) et T2 (cyclisme à la course à pied), environ une minute.
- Personne n'avait le numéro 13.
- LAP - En retard d'un tour par rapport à la leader de la course cycliste.